# Campionato egiziano di calcio
Il campionato egiziano di calcio è articolato su tre livelli: il massimo livello nazionale, la Prima Lega, a cui prendono parte 18 squadre, la seconda divisione, detta Seconda Divisione, cui prendono parte 48 squadre, e la Terza Divisione, cui partecipano altre 170 squadre.

## Struttura
| Livello | Divisioni                    |
| ------- | ---------------------------- |
| 1       | Prima Lega 18 squadre        |
| 2       | Seconda Divisione 48 squadre |
| 3       | Terza Divisione 170 squadre  |